# Heinrich Jonen
Heinrich Jonen (* 15. Juni 1901 in Köln; † 2. Dezember 1960 in Neuhaus am Schliersee) war ein deutscher Filmproduzent.

## Leben
Nach einer kaufmännischen Ausbildung in Köln studierte er Rechtswissenschaft und promovierte. Jonen war seit dem Studium Mitglied der Innsbrucker akademischen Burschenschaft Brixia. Er arbeitete in den 1920er Jahren als Öffentlichkeitsberater deutscher Firmen in Südamerika. Zu Beginn der 1930er Jahre gründete er, inzwischen wieder in Deutschland, seine Meteor-Film.
Ab 1936 produzierte er mit der Meteor Film GmbH abendfüllende Kinofilme und ermöglichte dabei dem Schauspieler Wolfgang Liebeneiner seine ersten Inszenierungen. 1939 wurde Jonen zum Produktionsleiter der Tobis ernannt. Bei den Auftragsfilmen Bismarck und Ich klage an wirkte er wiederum mit Regisseur Liebeneiner zusammen.
Im September 1941 wurde Dr. Jonen Leiter der Berlin-Film. Seine Großstadtmelodie, erneut unter Liebeneiners Regie, musste nach den ersten schweren Bombardements auf Berlin im Herbst 1943 vom Verleih zurückgenommen werden.
In der Nachkriegszeit arbeitete Jonen in Wiesbaden als Herstellungs- oder Produktionsleiter wieder bei der neugegründeten Meteor-Film-G.m.b.H. Neben verschiedenen Unterhaltungsfilmen, darunter zwei Streifen mit Hans Albers, produzierte er 1957 die Filmbiografie Stresemann. Ende der 1950er Jahre wurde er Produzent bei der wiedergegründeten UFA.

## Ehrungen
- 1953: Verdienstkreuz (Steckkreuz) der Bundesrepublik Deutschland

## Filmografie
- 1936: Die Leute mit dem Sonnenstich
- 1937: Versprich mir nichts!
- 1937: Signal in der Nacht
- 1938: Yvette
- 1938: Ich liebe Dich
- 1938: Der Tag nach der Scheidung
- 1939: Ein Lied verklingt (Kurz-Spielfilm)
- 1939: Renate im Quartett
- 1939: Wir tanzen um die Welt
- 1940: Aus erster Ehe
- 1940: Stern von Rio
- 1940: Der Weg zu Isabel
- 1940: Trenck, der Pandur
- 1940: Bismarck
- 1941: Ich klage an
- 1941: Das andere Ich
- 1943: Großstadtmelodie
- 1950: Wenn eine Frau liebt
- 1950: Hochzeitsnacht im Paradies
- 1951: Heidelberger Romanze
- 1951: Das letzte Rezept
- 1952: Fritz und Friederike
- 1953: Käpt’n Bay-Bay
- 1953: Jonny rettet Nebrador
- 1955: Ich war ein häßliches Mädchen
- 1956: Von der Liebe besiegt
- 1956: Stresemann
- 1958: Stefanie
- 1960: Stefanie in Rio